# Axonopus boliviensis
Axonopus boliviensis är en gräsart som beskrevs av Stephen Andrew Renvoize. Axonopus boliviensis ingår i släktet Axonopus och familjen gräs. Inga underarter finns listade i Catalogue of Life.